# Jean Henri Tayan
Jean Henri Tayan, dit Henri Tayan, né le 17 juillet 1855 à Mont-de-Marsan et mort le 17 juillet 1931 dans la même ville, est un peintre et décorateur français.

## Biographie

### Famille
Henri Tayan naît le 17 juillet 1855 à Mont-de-Marsan. Son père, Auguste Tayan, exerce la profession de jockey et sa mère, Vincens Latappy, est couturière. Élève au lycée Victor-Duruy de Mont-de-Marsan, il se distingue déjà par ses qualités de dessinateur autodidacte, reconnues par ses professeurs. Au moment du décès prématuré de son père, il doit subvenir aux besoins de sa famille en tant qu'aîné de sa fratrie. Bien que n'ayant jamais pris de cours, il choisit la carrière de peintre décorateur et ouvre pour cela un atelier sur le boulevard d'Haussez dans le quartier de Saint-Jean-d'Août.

### Carrière
En 1876, Henri Tayan, âgé de 22 ans, décore avec des panneaux de style Renaissance l'intérieur du café Le Divan à Mont-de-Marsan, alors géré par le limonadier Marcelin Danos. Son travail est mis à l'honneur par la presse locale. Distingué par le monde ecclésiastique, il se voit confier des travaux par l'évêché d'Aire. Toutefois, les commandes restent rares dans les Landes et son ambition le porte à rejoindre Paris, la capitale du monde des arts à cette époque, où il emménage avec sa famille et où il restera pendant une vingtaine d'années.
Faute de réputation et d'appuis, ses débuts parisiens sont difficiles. Il doit, pour subsister, peindre des éventails, accessoire à la mode à la fin du XIXe siècle. Il finit par percer et en 1880, il participe à des décorations d'hôtels particuliers : un premier avec un plafond de style Louis XV, un autre dans le style Renaissance italienne, un dernier enfin dans un style François Ier avec un personnage inspiré de Gargantua. Avenue des Champs-Élysées, il décore les quatre étages d'un hôtel particulier en représentant des vues de Saint-Germain-en-Laye, Versailles, Saint-Cloud et des jardins du Luxembourg. Il travaille aussi à la décoration de brasseries, dont le Le Grand Café Capucines, établissement fondé en 1875 au moment de l'inauguration de l'opéra Garnier. Il est membre d'une association de Landais installés dans la capitale, ce qui lui permet de côtoyer des personnes influentes, hommes politiques ou journalistes, et d'accroître sa réputation. Sa renommée grandissant, il se déplace à Londres où il décore un plafond et en Allemagne où il se distingue dans l'ornementation d'une église.
En 1900, il participe à l'exposition universelle de Paris, événement international majeur offrant une visibilité exceptionnelle. Il soumet une fresque de 27 mètres de long de style Louis XV rendant hommage à la ville de Paris pour le Palais des lits, tissus et vêtements du Champ-de-Mars. Présélectionné aux côtés de neuf autres projets, c'est son travail qui est lauréat et grâce auquel il reçoit la médaille d'argent d'un jury international puis les Palmes Académiques le 24 février 1901. C'est la consécration et la gloire de sa vie. Mais ce succès d'estime ne bénéficie toutefois pas à son carnet de commandes et il repart s'installer dans les Landes à l'appel du député des Landes Constant Dulau, laissant son épouse Jeanne Cadilhon et le reste de sa famille à Paris. 
De retour dans sa région d'origine, et fort de cette reconnaissance, il reçoit des commandes publiques : il décore la salle du conseil municipal de l'ancien hôtel de ville de Mont-de-Marsan en 1902 (plafond dans le style Louis XIV, panneaux muraux dont un représente la République unissant deux fiancés vêtus à la mode Antique) et celle de la mairie de Vert. Il est également sollicité pour des commandes religieuses : il peint le mur de l'autel de la Vierge de l'église de Saint-Pierre-du-Mont, travaille dans l'église de Cazères-sur-l'Adour (réfection du chœur avec une trilogie Bethléem, Calvaire et Ciel), l'église d'Ychoux, l'église Notre-Dame de Lit, de Laglorieuse et de Moliets-et-Maa. Il répond enfin à des commandes privées, celles de notables le sollicitant pour la décoration de leur maison, comme Constant Dulau pour sa demeure dans un style floral art moderne à Castelnau-Chalosse ou le docteur Daraignez, chez qui l'artiste peint dans le vestibule pins maritimes et fougères. Son style est alors à la mode parisienne de l'époque, c'est-à-dire légèrement influencé par la peinture japonaise.
En 1911, Henri Tayan s'installe quelques mois à Labouheyre et décore durant son séjour le Cercle de l'Union et l'église de Pissos. Les peintures de paysage qu'il réalise à partir de ce moment pour le marché de l'art intègrent peu à peu des éléments régionalistes et se caractérisent par la présence de la forêt des Landes, de lacs landais, de palombes, de pignes et de bergers landais. Comme son contemporain Félix Arnaudin, poète et photographe de Labouheyre, il s'intéresse principalement aux paysages intérieurs dont il cherche à témoigner à travers son œuvre.
À l'occasion de la venue du Président de la République Raymond Poincaré à Mont-de-Marsan pour les fêtes présidentielles du 6 octobre 1913, Henri Tayan réalise un arc de triomphe avec l'ébéniste M. Carrère rue Léon-Gambetta portant l'inscription « Vive la République » et un autre sur le pont de l'hôtel de ville portant l'inscription « Vive Poincaré ! ». Il réalise également une grande toile de fond tendue rue du Château-Vieux au carrefour de l'église de la Madeleine représentant le pignada devant lequel des gemmeurs en habit miment leur travail de pique, des bergers surveillent leur troupeau de brebis landaises tandis que des musiciens jouent de la boha en habit traditionnel.
Il passe les dernières années de sa vie dans l'indigence. Il loge dans une cabane près du chemin de Thore à Mont-de-Marsan où il donne ses toiles pour payer ses repas et son loyer, ce qui a pour effet de le déclasser et de déprécier sa cote. Il est accueilli à l'hôpital Sainte-Anne où il décède le 17 juillet 1931, le jour de son 76e anniversaire,. Inhumé dans le cimetière de l'hôpital, sa sépulture est par la suite transférée au cimetière du Centre de Mont-de-Marsan.

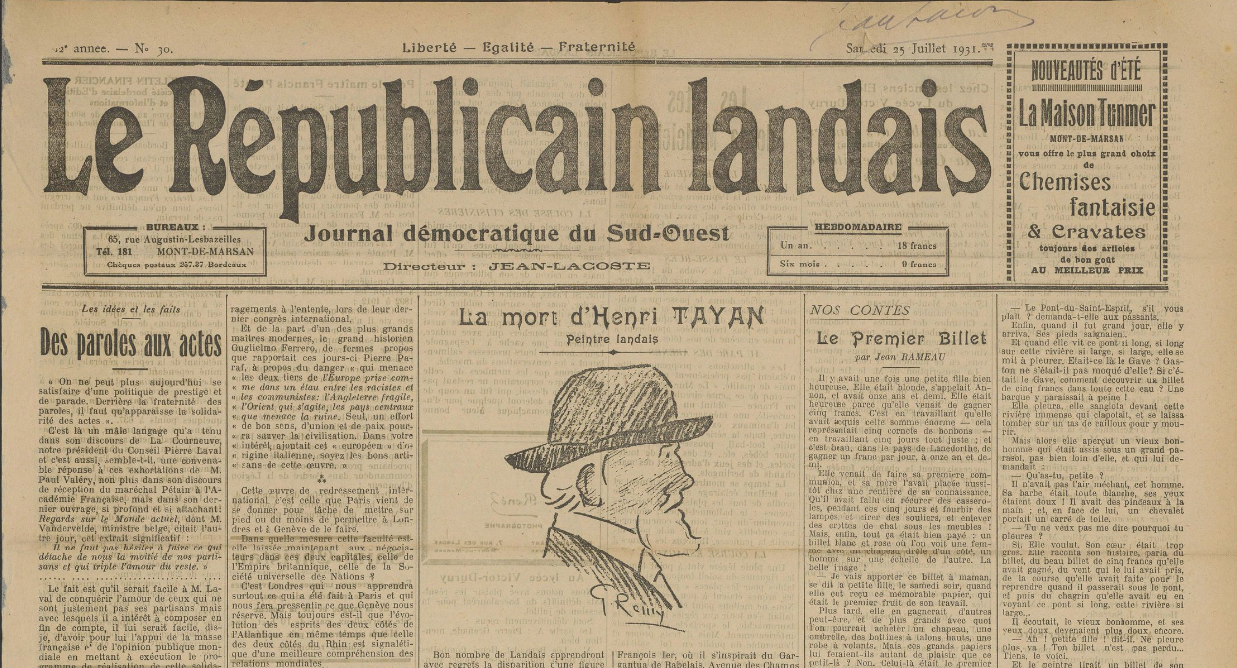
Manchette du journal Le Républicain Landais du 25 juillet 1931 annonçant la mort d'Henri Tayan.

## Postérité
En 1932, une concession lui est offerte par la mairie et pour financer sa tombe, une souscription est lancée par le journal Le Républicain Landais. Plusieurs personnalités locales répondent à l'appel, telles que le maire de Mont-de-Marsan Jean Larrieu, les sculpteurs Charles Despiau et Jean-Éloi Ducom. C'est ce dernier qui sculpte la sépulture d'Henri Tayan : une rose rouge posée sur une pierre, une palette et quelques pinceaux. Une impasse de Mont-de-Marsan porte le nom de l'artiste par décision du conseil municipal en 1939. De nos jours, une grande partie de l'œuvre de l'artiste a disparu, les propriétaires de ses tableaux n'ayant pas toujours jugé utile de les restaurer, les estimant de trop faible valeur.

## Galerie

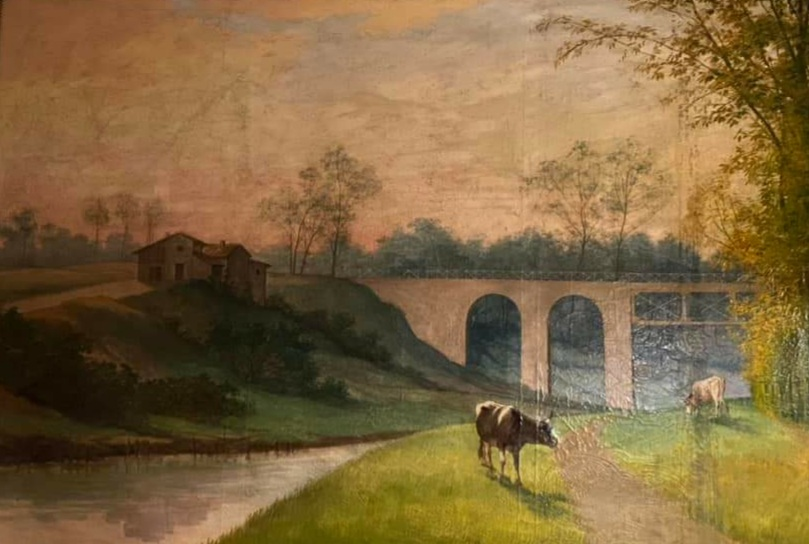
Pont[f] du chemin de fer de Luxey à Mont-de-Marsan.
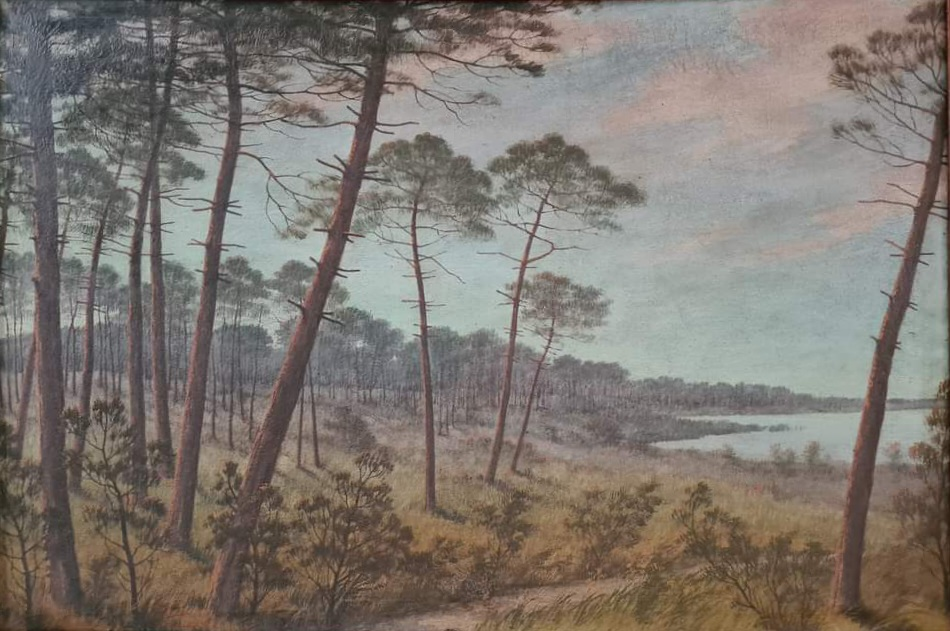
Paysage landais.